# Åremålsansættelse
Åremålsansættelse er betegnelse for en tidsbegrænset kontrakt. Åremålsansættelse er således en tidsbegrænset ansættelse i det offentlige. Såvel tjenestemænd som overenskomstansatte kan ansættes på åremål. For tjenestemændenes vedkommende er dette hjemlet i tjenestemandslovens § 2
| Erhverv og erhvervsliv | Spire Denne artikel om erhverv, erhvervsliv og arbejdsmarked er en spire som bør udbygges. Du er velkommen til at hjælpe Wikipedia ved at udvide den. |